# Myles Landseer Formby
Myles Landseer Formby, britanski general, * 1901, † 1994.